# Лі Сяопен (футболіст)
Лі Сяопен (кит.: 李霄鵬, нар. 20 червня 1975, Ціндао) — китайський футболіст, що грав на позиції півзахисника. По завершенні ігрової кар'єри — тренер.
Всю кар'єру футболіста провів у клубі «Шаньдун Лунен». Гравець збірної Китаю з футболу. Зі збірною країни брав участь у Кубку Азії 2000 року, чемпіонаті світу 2002 року і Кубку Азії 2004 року.

## Клубна кар'єра
З самого початку Лі Сяопена розглядали як перспективного молодого гравця, який почав ігрову кар'єру в молодіжній команді «Шаньдун Лунен», а в сезоні 1994 року був переведений в першу команду. Однак, дебют відбувся лише в наступному сезоні, а гравець зіграв в 17 матчах і забив чотири м'ячі. Протягом кількох наступних сезонів став виступати за основу, проте не розглядалося як її основний гравець, поки перед початком сезону 1999 року в команду не прийшов новий фахівець Слободан Сантрач. Саме він розкрив Сяопена і той став невід'ємною частиною команди, а команда завоювала чемпіонство і виграла кубок країни.
У центрі півзахисту гравець відрізнявся хорошим контролем м'яча, а також мав останній пас і хороше бачення поля. Ці навички стали в пригоді і в 2004 році, коли «Шаньдун Лунен» зміг завоювати Кубок Китайської футбольної асоціації і Кубок Суперліги. Досягнення у внутрішній першості знову привели «Шаньдун» в реформовану Лігу чемпіонів Азії. В турнірі 2005 року, незважаючи на амплуа опорного півзахисника, Сяопен забив красивий перший гол команди з 40 метрів у грі проти «Аль-Іттіхада», який, однак, його команда програла з рахунком 7:2. У підсумку, це стало одним з останніх досягнень гравця, який в 2006 році завершив кар'єру.

## Виступи за збірну
У 1992 році гравець був у складі молодіжної збірної Китаю, яка перемогла в чемпіонаті Азії для гравців не старше 17 років, проте до 2000 року не викликався в першу збірну.
3 вересня 2000 року дебютував в товариському матчі у складі національної збірної Китаю проти Іраку, в якому його збірна здобула перемогу з рахунком 4-1. Його виступ привернув увагу тренерів збірної і слідом за цим гравець відправився на Кубок Азії з футболу 2000 року у Лівані. Хоча в команді практично не грав, він розділив загальний успіх — збірна Китаю фінішувала на турнірі четвертою.
Після турніру він зігрався в середній лінії з партнером по команді Лі Те, що допомогло збірній успішно відібратися на чемпіонат світу 2002 року в Японії і Південній Кореї, в кваліфікаційному турнірі він забив дебютний гол у ворота збірної ОАЕ, а його команда перемогла з рахунком 3-0. Незважаючи на те, що китайська команда невдало виступила на першому для себе чемпіонаті світу, гравець зберіг місце в команді до 2004 року, коли був викликаний для участі у домашньому кубка Азії з футболу 2004 року, де разом з командою здобув «срібло», а потім був замінений на Чжао Цзюньчже.
Всього протягом кар'єри у національній команді, яка тривала 5 років, провів у формі головної команди країни 39 матчів, забивши 3 голи.

## Кар'єра тренера
Після завершення кар'єри у «Шаньдуні» йому було запропоновано місце директора по роботі з ЗМІ, однак його досягнення не залишилися без уваги і на більш високому рівні — згодом він займав велику кількість керівних посад в системі китайського футболу. Колишній гравець вирішив зайнятися тренерською роботою і хотів стати асистентом у КФА.
8 серпня 2010 року він прийняв пропозицію стати головним тренером жіночої збірної Китаю на Азійських іграх 2010 року, у підсумку ставши наймолодшим тренером, який коли-небудь тренував збірну. У матчах на турнірі Лі довів збірну до стадії півфіналів, однак програв команді Японії з рахунком 1-0. У підсумку, тренер виконав поставлене перед ним завдання і контракт з ним був продовжений, а збірна розпочала виступи у кваліфікації до Олімпійським іграм 2012 року в Лондоні. Проте на цей турнір команда не змогла пройти відбір, після чого тренер подав у відставку.
У 2014 році був головним тренером клубу першої ліги Китаю «Ціндао Чжуннен».

## Досягнення
Китай (U-16)
- Переможець Юнацького (U-16) кубка Азії: 1992

 Китай
- Срібний призер Кубка Азії: 2004

 «Шаньдун Лунен»
- Чемпіон Ліги Цзя-А: 1999
- Володар Кубка Китаю: 1999, 2004
- Володар Кубка Суперліги: 2004